# XTE J1739−285
XTE J1739−285 — пульсар или, возможно, кварковая звезда, который, как предполагалось, вращается со скоростью 1122 оборота в секунду, что является самой большой скоростью вращения среди всех известных пульсаров. Находится на расстоянии 39 тысяч световых лет от Земли в направлении созвездия Змееносца. XTE J1739−285 был обнаружен командой американских астрономов из Университета штата Айова (США) во главе с Филипом Кааретом. Однако при повторном изучении данных другими астрономами не получилось воспроизвести результат исследования, согласно которому XTE J1739−285 совершает 1122 оборота в секунду.